# Rokoko
Rokoko (1730-1750) je polbaročni umetnostni slog poznega 18. stoletja, zanj sta značilni lahkotnost in igrivost oblik.
Ženske so glasbeno nastopale v javnosti.
Gre za umetnostno obdobje, ki se je uveljavilo v vseh evropskih državah, med obdobjema baroka in klasicizma. Izraz rokoko je francoski in pomeni kup kamenčkov, kar spominja na drobne okraske, značilne za umetnost tega časa.
Za ta slog je značilna lahkotnost, umiritev in ljubkost, pa tudi razkošje in bogastvo oblik, okraski v školjkasti obliki ter pozlata. Rokoko je bil v nekaterih evropskih okoljih bolj priljubljen kot barok.

## Arhitektura
V arhitekturi se kaže v preoblikovanju mest, katedral in dvorcev. Značilne so pobarvane pokrajine, bogate scene, razgibane stavbe, dinamični prostori in nasprotja med svetlobo in senco.

## Kiparstvo
V kiparstvu prevladujejo raznobarvni materiali, dinamične kompozicije, atletska telesa, mestni vodnjaki...

## Slikarstvo
V slikarstvu je za rokoko značilna razburkanost čustev, iluzionistično slikarstvo, na eni strani močna svetloba na drugi pa zatemnjenost. Kompozicije niso simetrične in so okrogle, diagonalne in dvodelne. Prevladujejo pastelne barve: roza, zlata, rumena... ter sončne barve.

## Glasba
Posebna značilnost rokokoja v glasbi je veliko število trilčkov in prehodna dinamika (nenadni prehodi iz tihega v glasno in obratno). Največji skladatelj rokokoja je bil Carl Philipp Emanuel Bach (1714-1788), zelo znan je pa tudi Jean Philippe Rameau (1682-1764). Eno izmed Bachovih glasbenih del je bilo Koncert, znano glasbeno delo Rameaua pa Kokoš.

## Moda
Rokoko moda je temeljila na eleganci in dekoraciji. Igriv slog dekoracije in oblikovanja, za katerega zdaj vemo, da je rokoko, je bil takrat znan kot le style rocaille.
Prav tako so postali bolj priljubljeni naborki Watteau poimenovani po slikarju Jean-Antoineu Watteauju.
sedemnajstega stoletja je nastala zlata doba rokokoja z uvedbo eksotične, kulture, imenovane a la turque.